# Un jour rêvé pour le poisson-banane
Un jour rêvé pour le poisson-banane (titre original : A Perfect Day for Bananafish) est une nouvelle de l'écrivain américain J. D. Salinger, publiée en 1948.

## Résumé
C'est le premier écrit de Salinger à mettre en scène la famille Glass, à travers l'histoire de Seymour Glass et de son épouse, lors d'une seconde lune de miel, en Floride.

## Historique
La nouvelle, dont le titre en anglais était initialement A Perfect Day for Bananafish, marque une étape importante dans la carrière de Salinger. Le New Yorker, qui à l'époque n'avait publié qu'une seule de ses nouvelles, accepte de publier le « Poisson-banane » immédiatement et, en raison de sa « singulière qualité », signe avec l'auteur un contrat leur donnant un droit de préemption sur toute nouvelle à venir. Lors de sa publication, Un jour rêvé pour le poisson-banane a un succès immédiat ; selon son biographe Paul Alexander, cette nouvelle constitue l'œuvre « qui changea définitivement son statut dans la communauté littéraire ».

## Publications
- Publiée pour la première fois dans la revue The New Yorker le 31 janvier 1948, elle est ensuite éditée à la fois dans un ouvrage publié par le magazine The New Yorker 55 Short Stories from the New Yorker en 1949, puis en 1953 dans Nine Stories.
- En France, Sébastien Japrisot traduit la nouvelle sous le titre Un jour rêvé pour le poisson-banane. La nouvelle sera prépubliée dans le magazine L'Express n° 543, 9 novembre 1961, avec des illustrations de Jean-Louis Faure. Elle sera reprise dans le recueil Nouvelles (Robert Laffont, coll. "Pavillons", 1961). Pour une réédition en 1984, elle servira de titre au recueil (Robert Laffont, coll. "Classiques Pavillons", 1984).